# 제72회 미국 작가 조합상
제72회 미국 작가 조합상은 2019년 뛰어난 활동을 보인 영화 작가를 기리기 위해 2020년 2월에 열린 시상식이다.

## 수상 및 후보

### 각본상
- 기생충 - 봉준호 외 1명 수상
- 1917 - 샘 멘데스 외 1명
- 북스마트 - 에밀리 하펀 외 3명
- 나이브스 아웃 - 라이언 존슨
- 결혼 이야기 - 노아 바움백

### 각색상
- 조조 래빗 - 타이카 와이티티 수상
- 어 뷰티풀 데이 인 더 네이버후드 - 미카 피처맨-블루 외 1명
- 아이리시맨 - 스티븐 자일리안
- 조커 - 토드 필립스 외 1명
- 작은 아씨들 - 그레타 거윅

### 다큐멘터리 각본상
- 디 인벤터: 아웃 포 블러드 인 실리콘 벨리 - 알렉스 기브니 수상
- 시티즌 K - 알렉스 기브니
- 포스터 - 마크 조나단 해리스
- 조셉 퓰리처: 보이스 오브 더 피플 - 오렌 러더브스키 외 1명
- 더 킹메이커 - 로린 그린필드

### TV 드라마 시리즈
- 석세션 - 제시 암스트롱 외 11명 수상
- 더 크라운 - 제임스 그레이엄 외 2명
- 핸드메이즈 테일 - Marissa Jo Cerar 외 9명
- 마인드헌터 - 패멀라 시더퀴스트 외 13명
- 왓치맨 - Lila Byock 외 11명

### TV 코미디 시리즈
- 배리 - 알렉 버그 외 6명 수상
- 마블러스 미세스 메이즐 - Kate Fodor 외 7명
- PEN15 - 제프 챈 외 7명
- 러시아 인형처럼 - 조슬린 비오 외 7명
- 부통령이 필요해 - 개브리엘 앨런그린버그 외 16명

### TV 뉴 시리즈
- 왓치맨 - Lila Byock 외 11명 수상
- 데드 투 미 - 리베카 애덜먼 외 7명
- PEN15 - 제프 챈 외 7명
- 러시아 인형처럼 - 조슬린 비오 외 7명
- What We Do in the Shadows - 제시 암스트롱 외 10명

### TV 드라마 에피소드
- “Tern Haven” (Succession) - 윌 트레이시 수상
- “407 Proxy Authentication Required” (Mr. Robot) - 샘 에스마일
- “A Good Man is Hard to Find” (Ray Donovan) - 조슈아 마스턴
- “Mirror Mirror” (The OA) - 도미닉 올랜도 외 1명
- “Moondust” (더 크라운) - 피터 모건
- “Our Little Island Girl” (This Is Us) - 에보니 프리먼

### TV 코미디 에피소드
- “Pilot” (Dead to Me) - 리즈 펠드먼 수상
- “Here’s Where We Get Off” (Orange Is the New Black) - 젠지 코한
- “It’s Comedy or Cabbage” (마블러스 미세스 메이즐) - 에이미 셔먼팰러디노
- “Nice Knowing You” (Living With Yourself) - 티머시 그린버그
- “The Stinker Thinker” (On Becoming a God in Central Florida) - 로버트 F. 펑키 외 1명
- “Veep” (Veep) - 데이비드 맨델

### TV 장편 각본상
- 체르노빌 - 크레이그 메이진 수상
- The Terror: Infamy - 맥스 보런스틴 외 8명
- Togo - 톰 플린
- 트루 디텍티브 - 알레산드라 디모나 외 4명

### TV 장편 각색상
- 포스/버던 - 데버라 칸 외 6명 수상
- 브레이킹 배드 무비: 엘 카미노 - 빈스 길리건
- 라우디스트 보이스 - 존 해링턴 블랜드 외 5명
- 믿을 수 없는 이야기 - 마이클 샤본 외 4명

### TV 단편 뉴 미디어 각본상
- Special - 라이언 오코널 수상
- After Forever - 마이클 슬레이드 외 1명

### TV 애니메이션상
- “Thanksgiving of Horror” (The Simpsons) - 댄 베버 수상
- “Bed, Bob & Beyond” (Bob’s Burgers) - 켈빈 유
- “The Gene Mile” (Bob’s Burgers) - 스티븐 데이비스
- “Go Big or Go Homer” (The Simpsons) - 존 프링크
- “A Horse Walks Into A Rehab” (BoJack Horseman) - 일라이저 애런
- “Livin’ La Pura Vida” (The Simpsons) - 브라이언 켈리

### TV 코미디/버라이어티
- 팀 로빈슨: 나가주시죠 - 제러미 바일러 외 3명 수상
- At Home with Amy Sedaris - 콜 에스콜라 외 2명
- 새터데이 나이트 라이브 - 콜린 조스트 42명

### TV 코미디/버라이어티 - 토크
- Last Week Tonight with John Oliver - Dan Gurewitch 외 11명 수상
- 코난 - 맷 오브라이언 외 13명
- 사만다비와 함께 하는 풀프론탈 - Melinda Taub 외 11명
- 레이트 나이트 위드 세스 마이어스 - Alex Baze 외 17명
- 더 레이트 레이트 쇼 위드 제임스 코든 - 로런 그린버그 외 19명
- 레이트 쇼 위드 스티븐 콜베어 - Jay Katsir 외 21명

### TV 코미디/버라이어티 - 스페셜
- Full Frontal with Samantha Bee Presents: Not the White House Correspondents’ Dinner Part 2 - Melinda Taub 외 12명 수상
- Desi Lydic: Abroad - 데빈 델리콴티 외 1명
- The Late Late Show Carpool Karaoke Primetime Special 2019 - 로런 그린버그 외 16명
- Ramy Youssef: Feelings - 라미 유세프

### TV 퀴즈 앤 관객 참여상
- Are You Smarter Than A 5th Grader? - 브렛 캘버트 외 2명 수상
- 할리우드 게임 나이트 - Ann Slichter 외 5명
- 제퍼디! - 매슈 커루소 외 9명
- Who Wants To Be A Millionaire - 스티븐 멜처 외 6명

### TV 낮 드라마
- 더 영 앤 더 레스트리스 - Amanda L. Beall 외 12명 수상
- 우리 생애 나날들 - 러레인 브로더릭 외 11명
- 제너럴 호스피털 - 셸리 올트먼 외 11명

### TV 어린이방송 에피소드
- “Remember Black Elvis?” (Family Reunion) - 하워드 조던 주니어 수상
- “It’s Just… Weird” (Alexa & Katie) - Romi Barta
- “Remember How This All Started?” (Family Reunion) - Meg DeLoatch
- “Stupid Binder” (Alexa & Katie) - 낸시 코언
- “Time to Make... My Move' (Jim Henson's The Dark Crystal: Age of Resistance) - Javier Grillo-Marxuach

### TV 다큐멘터리 - 시사
- “Trump's Trade War” (Frontline) - 릭 영 수상
- “Coal's Deadly Dust” (Frontline) - 일레인 맥밀런 셸던
- “The Mueller Investigation” (Frontline) - 마이클 커크 외 1명

### TV 다큐멘터리 - 그외
- “Right To Fail” (Frontline) - 톰 제닝스 수상
- “Chasing The Moon Part One: A Place Beyond The Sky” (American Experience) - 로버트 스톤
- “Supreme Revenge” (Frontline) - 마이클 커크 외 1명

### TV 뉴스 - 게시판 or 보고서
- “Terror in America: The Massacres in El Paso and Dayton” (Special Edition of the CBS Evening News with Norah O'Donnell) - Jerry Cipriano 외 2명 수상

### TV 뉴스 - 분석, 기능, 해설
- 'Fly Like An Eagle” (60 Minutes) - Katie Kerbstat Jacobson 외 2명 수상
- “Atlanta, EP. 3” (A King’s Place) - Jessica Moulite 외 1명
- Tis the Season: Here’s How Jesus Became So Widely Accepted as White - Joon Chung 외 2명
- Toxic Water Crisis Still This Haunts New York Town - 리나 잭슨

### TV 온-에어 프로모션
- Star Trek: Picard - 제시카 캐천스틴 수상
- CBS Promos - 몰리 네일런
- Star. Kill. Evil. FBI. - Ralph Buado

### 디지털 뉴스
- Stories About My Brother - Prachi Gupta 수상
- A Gridiron of Their Own - 켈시 매키니

### 월계수상
- 낸시 마이어스 수상
- 메릴 마코 수상

### 발렌타인 데이비스 상
- 브래드 팰척 수상

### 애니메이션 각본가상
- 데이비드 N. 웨이스 수상

### 파울 셀빈 명예상
- 밤쉘 - 찰스 랜돌프 수상